# The Rasmus
Pour l’article homonyme, voir The Rasmus (album).
The Rasmus est un groupe finlandais de rock, originaire d'Helsinki. Le groupe fait ses débuts en 1994, ses membres étant alors âgés de 16 ans. Il était alors formé de Lauri Ylönen (chant), Pauli Rantasalmi (guitare), Eero Heinonen (basse) et Janne Heiskanen (batterie), qui quitte le groupe en 1998. Il est remplacé par Aki Hakala (batterie). En 1996, ils sortent leur premier album Peep, puis l'année suivante c'est au tour de Playboy. La musique des Rasmus est plutôt orientée funk. En 1998, l'album Hell of a Tester fait son apparition et le funk laisse sa place au rock mélodieux. Leur best-of Hell of a Collection sort l'année suivante.
Avant même de s'imposer en Finlande, le groupe s'appelait Antalla. Avant la sortie de leur quatrième album en 2001 (Into), le groupe s'appelait Rasmus, mais ils ont changé afin d'éviter d'être confondus avec un DJ suédois. En 2003, ils trouvent le succès avec leur album Dead Letters et leur chanson-phare In the Shadows, qui les fait connaître dans le monde entier.
The Rasmus est l'un des groupes finlandais qui a le mieux réussi avec plus de 1,5 million d'albums vendus dans le monde[Quand ?][réf. nécessaire], est certifié huit fois disque d'or et cinq fois disque de platine. Ils comptent 10 albums, dont un annoncé pour 2024. Les chansons les plus connues du groupe sont In the Shadows, F-F-F-Falling, Shot, First Day Of My Life, Guilty et Livin' In a World Without You.

## Origine du nom
« The Rasmus » ne signifie réellement rien. Les membres du groupe ont expliqué lors d'une entrevue qu'ils avaient choisi ce nom proposé par l'ex-batteur Janne Heiskanen en raison de sa consonance finlandaise et parce qu'il était facile à retenir. On peut toutefois faire remarquer que l'ours Petzi s'appelle Rasmus-Nalle (l'ours Rasmus) en finnois, ainsi qu'en danois, langue originelle de cette bande dessinée très populaire en Finlande.
Une autre signification fut proposée[Par qui ?][réf. nécessaire] : le nom « Rasmus » serait en fait une contraction de « Thrash Music », le style musical que pratiquait le groupe à ses débuts.

## Histoire
Les membres du groupe se rencontrent au lycée et jouent très vite sur les scènes locales. Les trois années suivantes, le groupe sort trois albums (certifiés or en Finlande) et donne une série de concerts à travers leur pays. Il faut attendre 2001, pour que The Rasmus se fasse connaître en Europe (et surtout en Allemagne), avec la sortie de l'album Into.
L'année 2003 est celle de la consécration. Leur album Dead Letters s'impose en tête des ventes, notamment leur chanson In the Shadows (1er en Allemagne ; 3e en Angleterre ; 6e en France), qui passe en boucle sur toutes les radios et télévisions d'Europe, s'ensuivront First Day of My Life, Funeral Song et Guilty. En 2004, ils se popularisent en Amérique et ont désormais des fans au Canada, aux États-Unis ainsi qu'au Mexique. Le titre In the Shadows est choisi en 2006 comme indicatif musical de l'émission française On n'est pas couché, présentée par Laurent Ruquier sur France 2.
Dans l'album sorti en 2005 (en France) Hide from the Sun, The Rasmus sort un premier single intitulé No Fear, collabore avec le groupe finlandais Apocalyptica. Ils enregistrent la chanson Dead Promises. Le chanteur de The Rasmus, Lauri Ylönen, avait déjà collaboré avec Apocalyptica. Deux chansons apparaissent dans leur album éponyme Apocalyptica : Life Burns et Bittersweet, en duo avec Ville Valo, chanteur du groupe H.I.M.. The Rasmus sortiront ensuite en single Sail Away et Shot, les ventes resteront tout de même bien en dessous de l'album Dead Letters.
Le septième album studio intitulé Black Roses est paru le 26 septembre 2008 en Europe. Le groupe a officialisé avec cet album son alliance avec un grand parolier mondialement connu, Desmond Child, qui a notamment travaillé avec Kiss, Scorpions et Alice Cooper.
Le 23 octobre 2009, le groupe sort un nouveau single intitulé October and April, accompagné de la voix de la chanteuse Anette Olzon ex-chanteuse du groupe Nightwish.
En 2022, ils participent avec leur chanson Jezebel à la sélection nationale finlandaise pour représenter le pays au Concours Eurovision,. Passés en premier sur scène, ils remportent la sélection et représenteront par conséquent la Finlande au Concours Eurovision de la chanson 2022, à Turin en Italie. Leur chanson a été présentée lors de la première moitié de la seconde demi-finale, le jeudi 12 mai 2022, puis lors de la finale, qui a eu lieu le samedi 14.

## Dynasty
Cette association a été créée par The Rasmus, Kwan et Killer (groupes finlandais). Les fondateurs de cette association sont Pauli Rantasalmi et Lauri Ylönen. D'ailleurs, l'importance de cette association est gravée sur leurs avant-bras.
Dynasty sert à aider les jeunes groupes finlandais à se développer au niveau international. Pauli Rantasalmi et Lauri Ylönen ont créé un studio à Helsinki, qu'ils ont appelé Dynasty Recording. D'ailleurs, leur avant-dernier album Black Roses a été à la fois enregistré dans leur studio Dynasty Recording mais aussi à Nashville, aux États-Unis.

## Discographie
| Sortie | Titre                                      | Label                        |
| ------ | ------------------------------------------ | ---------------------------- |
| 1996   | Peep                                       | Warner Music Finland         |
| 1997   | Playboys                                   | Warner Music Finland         |
| 1998   | Hell of a Tester                           | Warner Music Finland         |
| 2001   | Hell of a Collection                       | Warner Music Finland         |
| 2001   | Into                                       | Playground Music Scandinavia |
| 2003   | Dead Letters                               | Playground Music Scandinavia |
| 2004   | Live Letters (DVD Live)                    | Playground Music Scandinavia |
| 2005   | Hide from the Sun                          | Playground Music Scandinavia |
| 2008   | Black Roses                                | Playground Music Scandinavia |
| 2009   | Best of 2001-2009 (avec October and April) | Playground Music Scandinavia |
| 2012   | The Rasmus                                 | Universal Music              |
| 2017   | Dark Matters                               | Universal Music              |
| 2022   | Rise                                       | Spinefarm Records            |

## Tournées

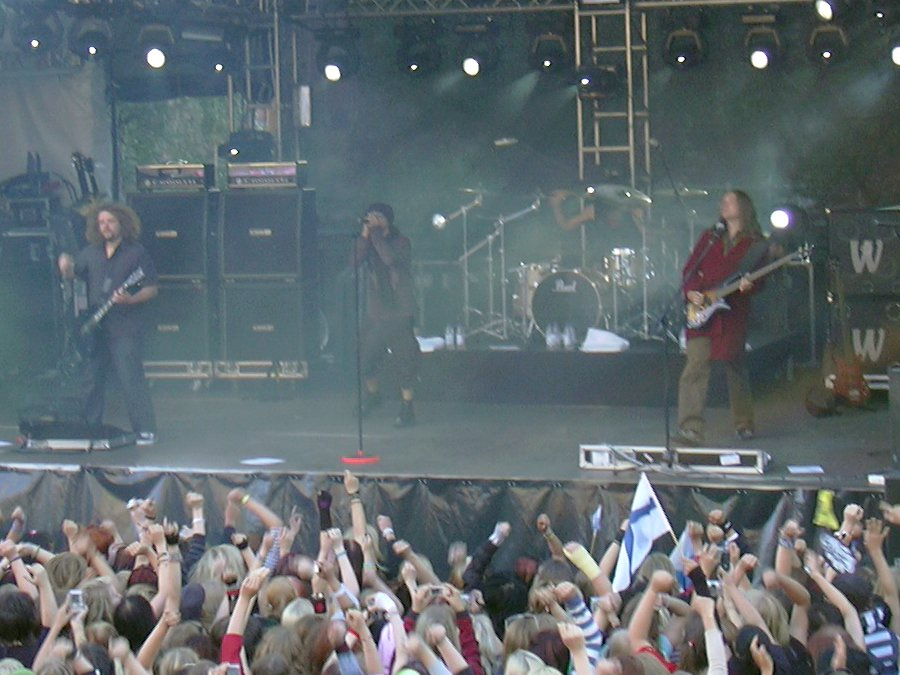
The Rasmus en concert (2006).

| Date      | Tour                   | Pays | Villes | Concerts |
| --------- | ---------------------- | ---- | ------ | -------- |
| 2003-2005 | Dead Letters Tour      | 39   | 107    | 296      |
| 2005-2006 | Hide From The Sun Tour | 36   | 110    | 249      |

## Distinctions
| Date | Récompense                   | Titre                                              |
| 1996 | Finnish Grammy Award         | Meilleur nouveau groupe                            |
| 1999 | Finnish Music Video Festival | Meilleur clip (Liquid)                             |
| 2002 | Emma Gaala                   | Meilleur groupe                                    |
| 2002 | Emma Gaala                   | Meilleur album pop/rock (Into)                     |
| 2002 | Emma Gaala                   | Meilleur album (Into)                              |
| 2002 | Emma Gaala                   | Meilleure musique (F-F-F-Falling)                  |
| 2003 | MTV Music Awards             | Meilleur groupe nordique                           |
| 2003 | Hit Music Awards             | Meilleure musique (In the Shadows)                 |
| 2004 | Emma Gaala                   | Meilleur groupe                                    |
| 2004 | Emma Gaala                   | Meilleur album (Dead Letters)                      |
| 2004 | Emma Gaala                   | Meilleur clip (In My Life)                         |
| 2004 | Emma Gaala                   | Meilleur groupe                                    |
| 2004 | TMF Awards                   | Meilleur rock                                      |
| 2004 | World Music Awards           | Album le mieux vendu en Scandinavie (Dead Letters) |
| 2004 | MTV VMA Latin America        | Meilleur groupe de rock international              |
| 2004 | MTV VMA Latin America        | Meilleur nouveau groupe international              |
| 2004 | MTV Rusia Awards             | Meilleur nouveau groupe international              |
| 2005 | MTV Nordic Awards            | Meilleur groupe nordique                           |
| 2005 | NRJ Radio Awards             | Meilleur groupe nordique                           |